# A Columbus Blue Jackets szezonjai
A Columbus Blue Jackets egy profi jégkorong csapat az észak-amerikai profi jégkorongligában, a National Hockey League-ben. A csapat az Ohio állambeli Columbusban található. A csapatot 2000-ben alapították.

## A szezonok
| Stanley-kupa bajnok | Konferencia bajnok | Divízió bajnok | Elnöki trófea győztes |

Segítség: M = meccsek száma, Gy = győzelem, V = vereség, D = döntetlen, SzG = szerzett gólok száma, KG = kapott gólok száma, B = a játékosok által szerzett büntetések összege percben
| 1.                           | 2000–2001                    | 2000–2001                    | Nyugati                      | Központi                     | 5.                                                     | 82                                                     | 28                                                     | 39                                                     | 9                                                      | 6                                                      | 71                                                     | 190                                                    | 233                                                    | 1234                                                   | —                                                      | —                                                      | —                                                      | —                                                      | —                                                      | Nem jutott be                                                     |                                                      |                                                      |                                                      |                                                      |                                                      |                                                      |                                                      |                                                      |                                                      |                                                      |
| 2.                           | 2001–2002                    | 2001–2002                    | Nyugati                      | Központi                     | 5.                                                     | 82                                                     | 22                                                     | 47                                                     | 8                                                      | 5                                                      | 57                                                     | 164                                                    | 255                                                    | 1198                                                   | —                                                      | —                                                      | —                                                      | —                                                      | —                                                      | Nem jutott be                                                     |                                                      |                                                      |                                                      |                                                      |                                                      |                                                      |                                                      |                                                      |                                                      |                                                      |
| 3.                           | 2002–2003                    | 2002–2003                    | Nyugati                      | Központi                     | 5.                                                     | 82                                                     | 29                                                     | 42                                                     | 8                                                      | 3                                                      | 69                                                     | 213                                                    | 263                                                    | 1505                                                   | —                                                      | —                                                      | —                                                      | —                                                      | —                                                      | Nem jutott be                                                     |                                                      |                                                      |                                                      |                                                      |                                                      |                                                      |                                                      |                                                      |                                                      |                                                      |
| 4.                           | 2003–2004                    | 2003–2004                    | Nyugati                      | Központi                     | 4.                                                     | 82                                                     | 25                                                     | 45                                                     | 8                                                      | 4                                                      | 62                                                     | 177                                                    | 238                                                    | 1198                                                   | —                                                      | —                                                      | —                                                      | —                                                      | —                                                      | Nem jutott be                                                     |                                                      |                                                      |                                                      |                                                      |                                                      |                                                      |                                                      |                                                      |                                                      |                                                      |
| 5.                           | 2004–20051                   | 2004–2005                    | Nyugati                      | Központi                     | A szezon törölve lett a 2004–2005-ös NHL-lockout miatt | A szezon törölve lett a 2004–2005-ös NHL-lockout miatt | A szezon törölve lett a 2004–2005-ös NHL-lockout miatt | A szezon törölve lett a 2004–2005-ös NHL-lockout miatt | A szezon törölve lett a 2004–2005-ös NHL-lockout miatt | A szezon törölve lett a 2004–2005-ös NHL-lockout miatt | A szezon törölve lett a 2004–2005-ös NHL-lockout miatt | A szezon törölve lett a 2004–2005-ös NHL-lockout miatt | A szezon törölve lett a 2004–2005-ös NHL-lockout miatt | A szezon törölve lett a 2004–2005-ös NHL-lockout miatt | A szezon törölve lett a 2004–2005-ös NHL-lockout miatt | A szezon törölve lett a 2004–2005-ös NHL-lockout miatt | A szezon törölve lett a 2004–2005-ös NHL-lockout miatt | A szezon törölve lett a 2004–2005-ös NHL-lockout miatt | A szezon törölve lett a 2004–2005-ös NHL-lockout miatt | A szezon törölve lett a 2004–2005-ös NHL-lockout miatt            |                                                      |                                                      |                                                      |                                                      |                                                      |                                                      |                                                      |                                                      |                                                      |                                                      |
| 6.                           | 2005–20062                   | 2005–2006                    | Nyugati                      | Központi                     | 3.                                                     | 82                                                     | 35                                                     | 43                                                     | —                                                      | 4                                                      | 74                                                     | 223                                                    | 279                                                    | 1416                                                   | —                                                      | —                                                      | —                                                      | —                                                      | —                                                      | Nem jutott be                                                     |                                                      |                                                      |                                                      |                                                      |                                                      |                                                      |                                                      |                                                      |                                                      |                                                      |
| 7.                           | 2006–2007                    | 2006–2007                    | Nyugati                      | Központi                     | 4.                                                     | 82                                                     | 33                                                     | 42                                                     | —                                                      | 7                                                      | 73                                                     | 201                                                    | 249                                                    | 1337                                                   | —                                                      | —                                                      | —                                                      | —                                                      | —                                                      | Nem jutott be                                                     |                                                      |                                                      |                                                      |                                                      |                                                      |                                                      |                                                      |                                                      |                                                      |                                                      |
| 8.                           | 2007–2008                    | 2007–2008                    | Nyugati                      | Központi                     | 4.                                                     | 82                                                     | 34                                                     | 36                                                     | —                                                      | 12                                                     | 80                                                     | 193                                                    | 218                                                    | 1325                                                   | —                                                      | —                                                      | —                                                      | —                                                      | —                                                      | Nem jutott be                                                     |                                                      |                                                      |                                                      |                                                      |                                                      |                                                      |                                                      |                                                      |                                                      |                                                      |
| 9.                           | 2008–2009                    | 2008–2009                    | Nyugati                      | Központi                     | 4.                                                     | 82                                                     | 41                                                     | 31                                                     | –                                                      | 10                                                     | 92                                                     | 226                                                    | 230                                                    | 1255                                                   | 4                                                      | 0                                                      | 4                                                      | 7                                                      | 18                                                     | Elvesztette a konferencia negyeddöntőt, 0–4 (Detroit Red Wings)   |                                                      |                                                      |                                                      |                                                      |                                                      |                                                      |                                                      |                                                      |                                                      |                                                      |
| 10.                          | 2009–2010                    | 2009–2010                    | Nyugati                      | Központi                     | 5.                                                     | 82                                                     | 32                                                     | 35                                                     | —                                                      | 15                                                     | 79                                                     | 216                                                    | 259                                                    | 1070                                                   | —                                                      | —                                                      | —                                                      | —                                                      | —                                                      | Nem jutott be                                                     |                                                      |                                                      |                                                      |                                                      |                                                      |                                                      |                                                      |                                                      |                                                      |                                                      |
| 11.                          | 2010–2011                    | 2010–2011                    | Nyugati                      | Központi                     | 5.                                                     | 82                                                     | 34                                                     | 35                                                     | —                                                      | 13                                                     | 82                                                     | 215                                                    | 258                                                    | 1099                                                   | —                                                      | —                                                      | —                                                      | —                                                      | —                                                      | Nem jutott be                                                     |                                                      |                                                      |                                                      |                                                      |                                                      |                                                      |                                                      |                                                      |                                                      |                                                      |
| 12.                          | 2011–2012                    | 2011–2012                    | Nyugati                      | Központi                     | 5.                                                     | 82                                                     | 29                                                     | 46                                                     | —                                                      | 7                                                      | 65                                                     | 202                                                    | 262                                                    | 997                                                    | —                                                      | —                                                      | —                                                      | —                                                      | —                                                      | Nem jutott be                                                     |                                                      |                                                      |                                                      |                                                      |                                                      |                                                      |                                                      |                                                      |                                                      |                                                      |
| 13.                          | 2012–20133                   | 2012–2013                    | Nyugati                      | Központi                     | 4.                                                     | 48                                                     | 24                                                     | 17                                                     | —                                                      | 7                                                      | 55                                                     | 115                                                    | 115                                                    | 605                                                    | —                                                      | —                                                      | —                                                      | —                                                      | —                                                      | Nem jutott be                                                     |                                                      |                                                      |                                                      |                                                      |                                                      |                                                      |                                                      |                                                      |                                                      |                                                      |
| 14.                          | 2013–2014                    | 2013–2014                    | Keleti4                      | Világvárosi4                 | 4.                                                     | 82                                                     | 43                                                     | 32                                                     | —                                                      | 7                                                      | 93                                                     | 231                                                    | 216                                                    | 910                                                    | 6                                                      | 2                                                      | 4                                                      | 18                                                     | 21                                                     | Elvesztette a konferencia negyeddöntőt, 2–4 (Pittsburgh Penguins) |                                                      |                                                      |                                                      |                                                      |                                                      |                                                      |                                                      |                                                      |                                                      |                                                      |
| 15.                          | 2014–2015                    | 2014-2015                    | Keleti                       | Világvárosi                  | 5.                                                     | 82                                                     | 42                                                     | 35                                                     | —                                                      | 5                                                      | 89                                                     | 236                                                    | 250                                                    | 967                                                    | —                                                      | —                                                      | —                                                      | —                                                      | —                                                      | Nem jutott be                                                     |                                                      |                                                      |                                                      |                                                      |                                                      |                                                      |                                                      |                                                      |                                                      |                                                      |
| Összesített                  | Összesített                  | Összesített                  | 0 győzelem                   | 0 győzelem                   |                                                        | 1114                                                   | 450                                                    | 525                                                    | 33                                                     | 95                                                     | 1028                                                   | 2,563                                                  | 3,142                                                  | 16,126                                                 | 10                                                     | 2                                                      | 8                                                      | 25                                                     | 39                                                     |                                                                   |                                                      |                                                      |                                                      |                                                      |                                                      |                                                      |                                                      |                                                      |                                                      |                                                      |
| Az alapszakasz mérleg 46,14% | Az alapszakasz mérleg 46,14% | Az alapszakasz mérleg 46,14% | Az alapszakasz mérleg 46,14% | Az alapszakasz mérleg 46,14% | Az alapszakasz mérleg 46,14%                           | Az alapszakasz mérleg 46,14%                           | Az alapszakasz mérleg 46,14%                           | Az alapszakasz mérleg 46,14%                           | Az alapszakasz mérleg 46,14%                           | Az alapszakasz mérleg 46,14%                           | Az alapszakasz mérleg 46,14%                           | Az alapszakasz mérleg 46,14%                           | Az alapszakasz mérleg 46,14%                           | Az alapszakasz mérleg 46,14%                           | 2 rájátszásba kerülés, 2–8-as rájátszás mérleg (20%)   | 2 rájátszásba kerülés, 2–8-as rájátszás mérleg (20%)   | 2 rájátszásba kerülés, 2–8-as rájátszás mérleg (20%)   | 2 rájátszásba kerülés, 2–8-as rájátszás mérleg (20%)   | 2 rájátszásba kerülés, 2–8-as rájátszás mérleg (20%)   | 2 rájátszásba kerülés, 2–8-as rájátszás mérleg (20%)              | 2 rájátszásba kerülés, 2–8-as rájátszás mérleg (20%) | 2 rájátszásba kerülés, 2–8-as rájátszás mérleg (20%) | 2 rájátszásba kerülés, 2–8-as rájátszás mérleg (20%) | 2 rájátszásba kerülés, 2–8-as rájátszás mérleg (20%) | 2 rájátszásba kerülés, 2–8-as rájátszás mérleg (20%) | 2 rájátszásba kerülés, 2–8-as rájátszás mérleg (20%) | 2 rájátszásba kerülés, 2–8-as rájátszás mérleg (20%) | 2 rájátszásba kerülés, 2–8-as rájátszás mérleg (20%) | 2 rájátszásba kerülés, 2–8-as rájátszás mérleg (20%) | 2 rájátszásba kerülés, 2–8-as rájátszás mérleg (20%) |

1 A szezon törölve lett a lockout miatt (2004–2005-ös NHL-lockout).
2 Ettől a szezontól kezdve nem lehet döntetlen a játék vége. Öt perces hosszabbítás következik és utána ha még mindig döntetlen akkor büntető lövések jönnek.
3 A szezon le lett rövidítve a lockout miatt (2012–2013-as NHL-lockout).
4 A Liga a szezon előtt teljesen átrendezte a divízió beosztásokat így a Columbus Blue Jackets átkerült a Világvárosi divízióba.